# Pueblos indígenas de la meseta noroeste

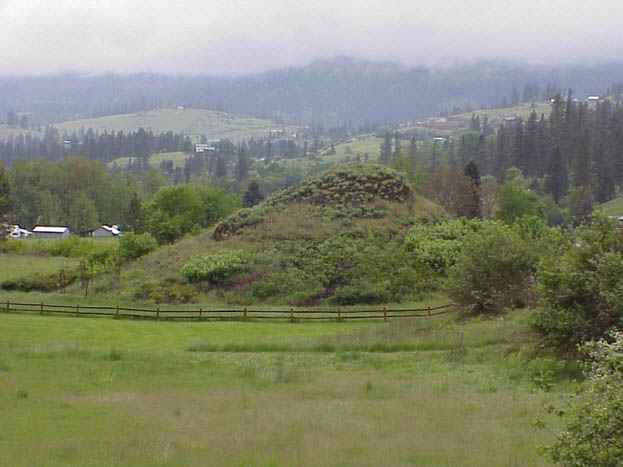
Corazón del Monstruo, Parque Histórico Nacional Nez Perce, Lapwai, Idaho

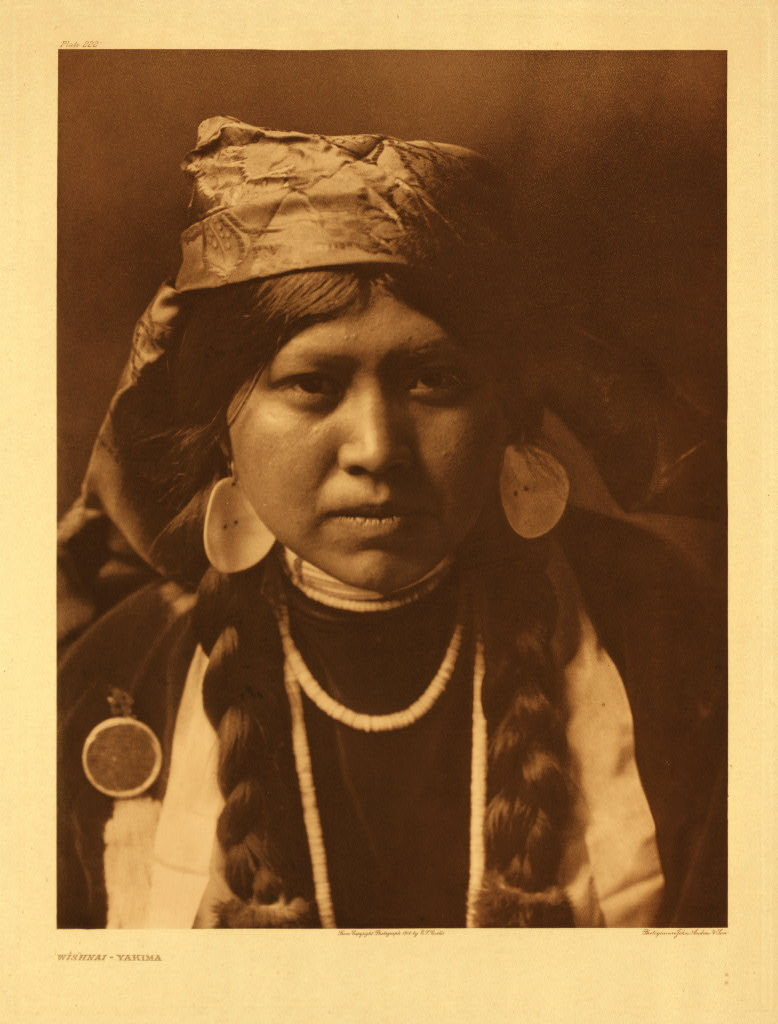
Mujer Yakama, fotografiada por Edward Curtis

Los pueblos indígenas de la meseta noroeste, también denominados pueblos indígenas de la meseta, e históricamente llamados indios de la meseta comprenden muchos pueblos indígenas del interior de la Columbia Británica, Canadá y las regiones no costeras del noroeste de Estados Unidos.
Sus territorios están ubicados en las partes interiores de las cuencas de los ríos Columbia y Fraser. Incluyen docenas de tribus que viven principalmente en partes del interior central y meridional de la Columbia Británica, el norte de Idaho, el oeste de Montana, el este de Washington, el este de Oregón y el noreste de California. El flanco oriental de las cordillera de las Cascadas se encuentra dentro del territorio de los pueblos de la meseta estadounidense.
Hay varias características distintivas que diferencian la cultura de la meseta de las culturas nativas circundantes. Estos incluyen una gran dependencia de las raíces, como la raíz de galleta y las camas, como fuente de alimento. Se caracterizan igualmente por una gran dependencia de los recorridos de corta duración del salmón y la anguila, y el asentamiento a largo plazo de aldeas invernales en lugares fijos a lo largo de ríos o lagos. Había una falta de estratificación social y de organización tribal más allá del nivel de las aldeas.

## Límites

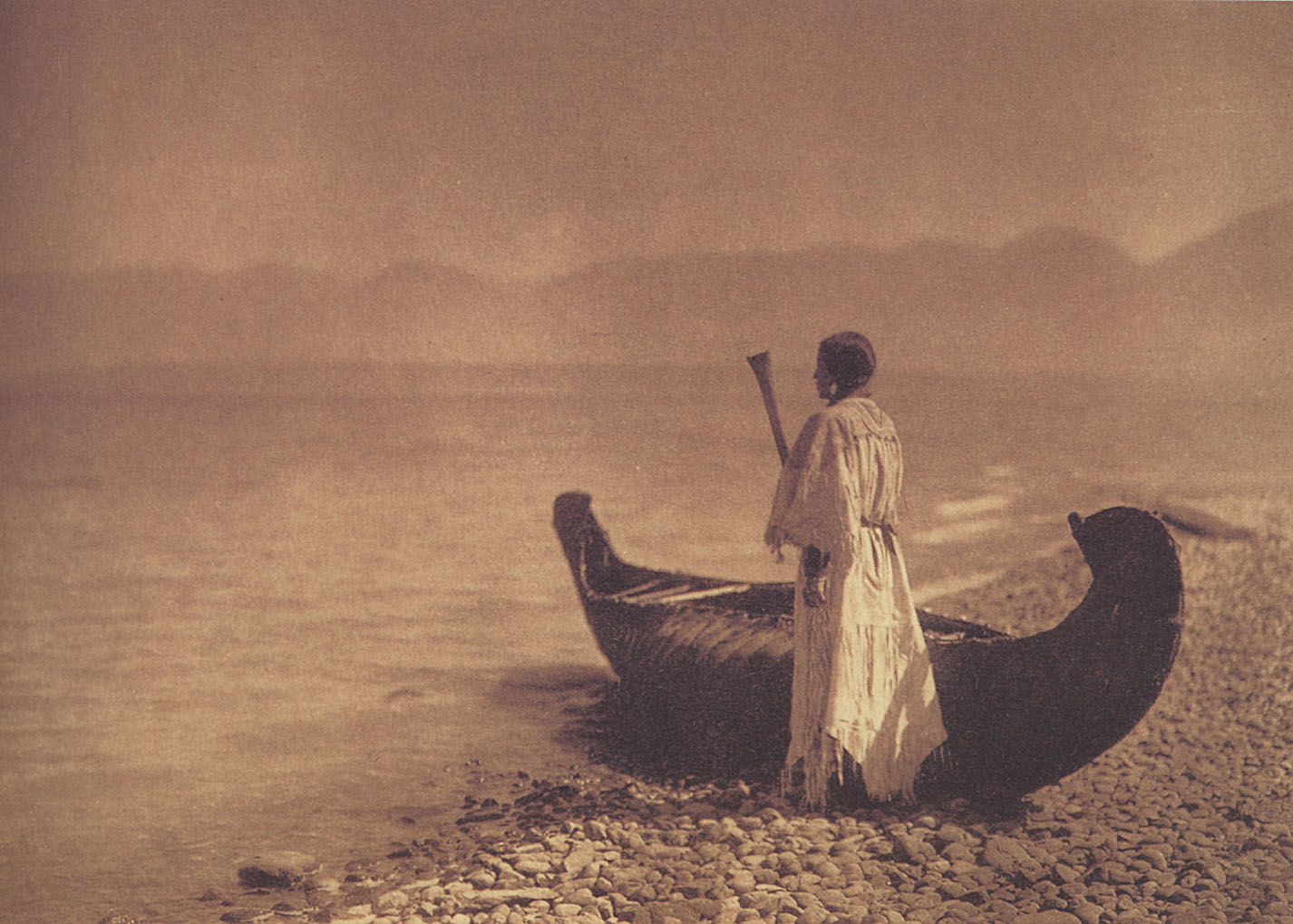
Mujer Kutenai, huecograbado de 1910 de Edward Curtis

Hacia Canadá, la mayor parte de la meseta interior estaba habitada por pueblos Salish del Interior: la tribu Lillooet cuyas tierras de origen se encuentran en el valle del río Lillooet; las Primeras Naciones Thompson, cuyas tierras de origen se encuentran a nivel del valle del río Fraser, desde Yale hasta Lillooet; los Secwepemc (Shuswap) del valle del río Fraser desde Lillooet hasta Alejandría, las partes superiores de la cuenca del río Thompson y áreas más al este; los Okanagan del valle del río Okanagan y sus alrededores; también se incluye los bandos de los Lagos de Arrow Lakes. La tribu Kutenai es parte de estos pueblos, ubicados en el sureste de Columbia Británica y anteriormente se extendía hasta el suroeste de Alberta, y que se caracterizan por hablas una lengua aislada. Los pueblos de habla athapaskan, los chilcotin y los transportistas, ocupan la parte más septentrional de la región de Plateau.
Las Primeras Naciones de la Meseta fueron influenciadas por las Primeras Naciones de la Costa del Pacífico. Especialmente porque las Primeras Naciones de la Meseta comerciaban muchos bienes con las Primeras Naciones de la Costa del Pacífico. Las tribus del Pacífico creían en ancestros de clanes que fueron adoptados por los grupos Salish del Interior, pero no adoptaron el sistema social de los pueblos de la meseta.
Por su parte, en los Estados Unidos, el pueblo Salish del Interior habitaba el río Columbia y sus afluentes sobre Priest Rapids, cerca de la actual ciudad de Mattawa. El pueblo Sahaptin también habitaba el río Columbia y sus afluentes entre Priest Rapids y Celilo Falls cerca de la ciudad de Dalles, Oregón y hasta el río Snake cerca de la frontera entre Washington e Idaho. Los Nez Perce habitaban las cuencas de los ríos Clearwater y Salmon y el río Snake a través de Hells Canyon. El asentamiento de Cayuse son las Montañas Azules y los valles de los ríos que de ellas fluyen. Los Molala habitaban el lado oriental de las montañas de la cordillera de las cascadas en Oregón. El pueblo Klamath habitaba la cuenca superior del río Klamath y tenía estrecho contacto con personas del área cultural de California, aunque su estilo de vida y su idioma eran más característicos de la cultura de la meseta.
El río Columbia debajo de las cataratas Celilo estaba habitado por el pueblo Chinook. Los chinook de la parte más baja del río Columbia se considera parte de la costa noroeste. Los grupos Sahaptin también vivían en el oeste de Washington en el río Mashel y en la parte superior del río Cowlitz . El valle de Willamette estaba habitado por el pueblo Kalapuya. Al no tener una importante carrera de salmón en sus límites, su cultura era algo diferente de la de otros pueblos de la meseta,manteniendo, por ejemplo, sabanas de robles similares a las de muchos nativos habitantes de California.

## Historia
Si bien los habitantes de la meseta indígenas no mantuvieron registros escritos. La prehistoria de la región de la meseta puede reconstruirse parcialmente mediante una combinación de tradiciones orales, lingüística y evidencia arqueológica. Hay evidencia arqueológica de presencia humana en la meseta desde hace al menos 12.000 años. Marmes Rockshelter y Kennewick Man son dos ejemplos de presencia humana de tiempos tempranos. Con el tiempo, las tecnologías humanas se adaptaron al entorno de sus asentamientos. Cerca de los prados de hierbas camas se han encontrado hornos de tierra que tienen hasta 8.000 años de antigüedad.Hace unos 4.000 años, hubo un cambio en el registro arqueológico de pequeños grupos a aldeas semisedentarias de mayor tamaño, y un cambio hacia herramientas para procesar raíces, características distintivas de la cultura de la meseta. 
Los lingüistas y las tradiciones orales señalan varios movimientos de personas y poblados comparativamente recientes. Según comparaciones lingüísticas, por ejemplo, los pueblos salish del interior se expandieron hacia la meseta desde las proximidades de la parte baja del río Fraser. Esta expansión llegó hasta Montana y llegó a su apogeo hace unos 1.500 años. Asimismo, los pueblos athabaskans de la meseta son parte de una expansión relativamente reciente desde el norte de Canadá y Alaska, cuyos asentamientos fue hace tan solo 1.000 años. El pueblo Kalapuya se extendió al valle de Willamette, probablemente provenientes desde el sur y en los últimos 1.000 años.
La reciente expansión del pueblo numic a través de la Gran Cuenca desplazó a varios grupos en el borde sur de la meseta. Este proceso todavía estaba ocurriendo para el momento de la coloizacion europea. Alrededor de 1730, los caballos fueron introducidos entre los pueblos de la meseta desde la Gran Cuenca y fueron adoptados por primera vez por los Cayuse y Nez Perce. Esto cambió tremendamente la variedad y el estilo de vida de estos grupos. Esta transición todavía estaba en marcha cuando llegaron los europeos.

### Contacto europeo
Las influencias externas comenzaron a cambiar la vida en la meseta del noroeste décadas antes del primer contacto directo con los europeos. Hay pruebas contundentes de que la epidemia de viruela de la década de 1770 se extendió por la región de la meseta y redujo considerablemente la población. Los miembros de la expedición de Lewis y Clark fueron los primeros europeos en encontrarse con nativos de la meseta, seguidos unos años más tarde por Alexander Ross y David Thompson . Todos comentaron sobre la vestimenta, la dieta y el carácter generalmente pacífico de los habitantes en estas localidades. En las décadas siguientes, se establecieron varios puestos comerciales en la zona, incluidos los longevos Fort Nez Perce, Fort Colville, Fort Okanogan y Fort Kamloops. Varias epidemias más azotaron el área, siendo el área del Bajo Columbia la más afectada. Algunos grupos Chinook y Kalapuya vieron una reducción de hasta el 90% en su población.La epidemia de viruela del noroeste del Pacífico de 1862 devastó la costa y algunas partes del interior.
Si bien hubo algo de violencia menor, los conflictos armados graves no comenzaron sino hasta la migración masiva de estadounidenses de origen europeo a la parte sur de la región de la meseta, comenzando con la década de 1840. A través de una serie de tratados y conflictos, incluida la Guerra de Cayuse, la Guerra de Yakima, la Guerra de Coeur d'Alene, la Guerra de Modoc y la Guerra de Nez Perce, los nativos de la meseta sur fueron confinados en reservas y asentamientos donde su estilo de vida tradicional se vio alterado en gran medida.

## Tribus y bandas
Los pueblos de la meseta generalmente se identifican a sí mismos por su aldea o grupo de invernada, a diferencia de una tribu en la manera tradicional. Por ello, los matrimonios mixtos entre grupos eran comunes y en muchos casos se fomentaban. Diferentes grupos compartían áreas de caza y alimentación. Después del contacto europeo, los nativos fueron clasificados en tribus dirigidas por jefes, para facilitar la negociación y los asentamientos territoriales. Las tribus de la meseta comúnmente reconocidas incluyen las siguientes:
 

## Idiomas
Las tribus de la meseta norteamericana hablaban principalmente lenguas salish del interior en las regiones del norte y lenguas penutianas de la meseta en el sur. Las lenguas chinookan se hablaban en la parte baja de Columbia y las lenguas kalapuyan se hablaban en el valle de Willamette. A menudo se clasifican como lenguas penutianas. En la parte más septentrional de la meseta se hablaban lenguas athabaskan. Cada una de estas familias lingüísticas estaba formada por múltiples lenguas que no eran mutuamente inteligibles. Muchas de las lenguas individuales tenían varios dialectos con diferencias significativas.
Los Ktunaxa, por su parte, hablan la lengua Kutenai, que es una lengua aislada.La lengua cayuse desapareció poco después del contacto europeo y está poco documentada. A veces se le llama aislado y a veces se lo clasifica como penuciano, teniendo una más estrecha relación con la lengua molala. Incluso antes de la reubicación en las reservas, muchos cayuse habían adoptado el idioma nez perce.

## Cultura

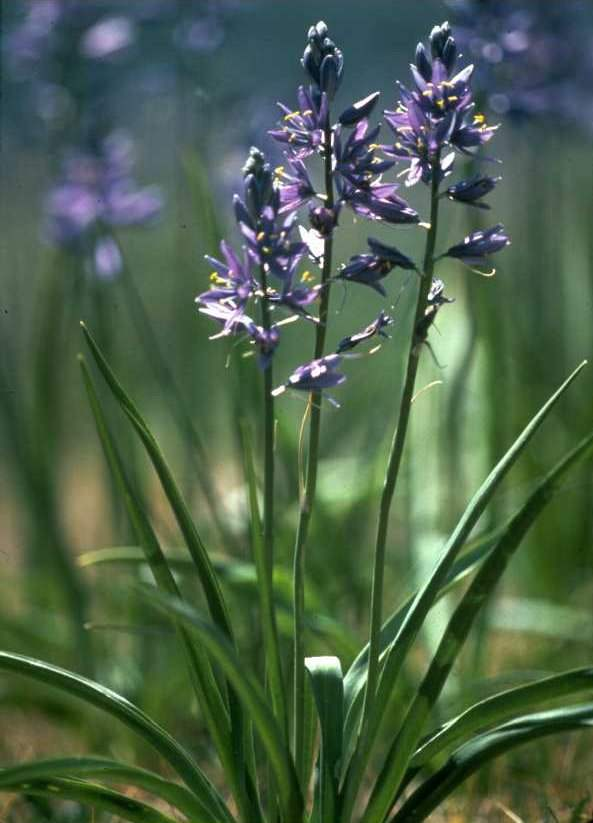
Camas indias, especie Camassia quamash

### Dieta
La cocina tradicional de las tribus de la meseta estadounidense incluye plantas silvestres, pescado, especialmente salmón, y caza. Los pueblos de la meseta a menudo tenían aldeas o campamentos estacionales en diferentes áreas para aprovechar al máximo los alimentos silvestres providos por la estación en curso. Las mujeres recolectaban una gran variedad de verduras y frutas comestibles, incluidas camassia, raíz amarga, raíz de kouse, bayas, chokecherry, arándano y fresa silvestre .
Los bulbos de lirio de Camas eran un alimento básico importante pero peligroso. Las camas comunes, son una planta de la familia de las azucenas con flores azules, cuyos bulbos se extraían como alimento. Las camas de flores blancas, Zygadenus venenosus, es una especie diferente pero relacionada también en la familia de las azucenas, y puede ser mortalmente venenosa. Por razones de seguridad, los pueblos de la Meseta recolectaban estos bulbos mientras las partes aéreas aún estaban creciendo para identificar correctamente las especies comestibles. Cavaron estos bulbos con astas de ciervo. Las mujeres de la tribu cocinaban estas raíces en un hoyo poco profundo lleno de piedras calientes. Cuando el suelo alrededor de las piedras llegaba a estar lo suficientemente caliente, se removían las piedras y se colocaron los bulbos en el agujero para cocinarlos durante el transcurso de la noche.
Se sabe que las mujeres de estas tribus de la meseta hacían pasteles de bayas utilizando bayas de Saskatoon o arándanos. Secaban as bayas en rejillas cubiertas con hojas. La mayoría de los grupos de la meseta también recolectaban un liquen ( Bryoria fremontii ), que se cocinaba en hoyos similares a las camas y, a veces, junto con ellas. La recolección y procesamiento de plantas silvestres por parte de las mujeres sigue siendo una forma de vida tradicional entre muchas de los grupos de estas tribus en la actualidad.
Los hombres complementaron la dieta de sus pueblos con la caza y la pesca, y el salmón constituía la mayor parte de su suministro de alimentos.Al ser introducidos los caballos en la zona, se expandieron sus límites, lo que les permitió comerciar con las tribus de las llanuras al este de las Montañas Rocosas por carne y pieles de bisonte. Varios grupos de cazadores eran capaces de cabalgar lejos para cazar bisontes, ciervos y alces .
En la primavera y el otoño, el salmón nadaba los ríos desde el Océano Pacífico. Los pescadores de la meseta aprendieron muchas formas de capturar salmones. Se utilizaban redes de inmersión, garfios o carruajes según el lugar de pesca. En los ríos primarios, se utilizaban redes de cerco en lugares donde se sabía que se congregaban salmones o anguilas. Alineaban estacas para formar una presa, impidiendo que el salmón nade aguas arriba, y luego se extraía al pez del agua con una pala. Los chupones quedaron atrapados en trampas para peces mientras descendían por arroyos periféricos. La mayor parte del salmón se ahumaba al fuego y una parte se almacenaba bajo tierra en pozos. El resto del salmón se hervía en agua caliente para obtener aceite.
Las aves también eran a menudo cazadas con redes. Los hombres utilizaban varios métodos para capturar la caza de animales de mayor tamaño. Varios grupos de hombres rodeaban y ahuyentaban a los ciervos o alces hacia otros cazadores. También se utilizaban trampas y trampas. La dependencia de la caza de grandes animales dependía en gran medida de la cantidad de salmón disponible. La caza proporcionaba menos del diez por ciento del alimento de algunos grupos Chinook y Sahaptin en el río Columbia. Aguas arriba había una mayor dependencia en la cacería.

### Cestería y textiles
Las tribus de la meseta se destacaron en el arte de la cestería. Lo más común era utilizar adelfas de cáñamo, tule, artemisa o corteza de sauces. Estos materiales también se utilizaban para fabricar sombreros, ropa de cama, redes y cordeles. La cestería era particularmente importante porque las tribus de la meseta no usaban cerámica. El agua se hervía en cestas insertando piedras calientes. Los ancestros de los indios de la meseta crearon los zapatos más antiguos conocidos en el mundo, las sandalias Fort Rock, hechas de artemisa retorcida y fechadas entre 10.390 y 9.650 años antes de Cristo.

### Herramientas
Las herramientas indígenas se fabricaban con madera, piedra y hueso. Las flechas para cazar estaban hechas de madera y rematadas con puntas extraídas de rocas especiales. Utilizaban astas de animales para excavar raíces, entre otras herramientas. Además de sus herramientas tradicionales, posteriormente adoptaron el uso de artículos metálicos como vasijas, agujas y armas de fuego adquiridas en el comercio con los europeos.

### Alojamiento
Las viviendas de las tribus de la meseta incluían casas comunales techadas con esteras de tule de verano.El tule, utilizado para muchos fines, es una caña alta y resistente que crece en zonas pantanosas y a veces se le llama espadaña. Para pasar el invierno, los poblados cavaban un hoyo a unos pocos metros de profundidad y construía sobre él una estructura de postes, que se unían en un pico en la parte superior. Lo cubrían con esteras de tule o corteza de árbol. Amontonaban tierra alrededor y parcialmente sobre la estructura para proporcionar aislamiento al refugio semisubterráneo. Los grandes pabellones de invierno eran compartidos por varias familias. Eran rectangulares en la base y triangulares en la parte superior. Fueron construidos con varias capas de tule. A medida que las capas superiores de tule absorbían la humedad, se hinchaban para evitar que la humedad llegara a las capas inferiores y al interior de la cabaña.
En años posteriores, los pueblos utilizaban lonas en lugar de tapetes de tule. A partir del siglo XVIII, los pueblos de la meseta adoptaron el uso de tipis como los indios de las llanuras. Estaban hechos de una estructura de postes, cubiertos con pieles de animales o esteras tejidas con juncos. Cada mes, las mujeres permanecían temporalmente en cabañas menstruales redondas, que medían unos 20 pies (6,1 m) de diámetro. 
Otras tribus construyeron sus hogares con trozos de cedro o corteza de abeto. Los tejados inclinados de sus casas de cedro se extendían hasta el suelo, mientras que las casas de corteza de abeto se asemejaban a tiendas de campaña.

### Ropaje
Los pueblos de la meseta estadounidense vestía muchos tipos de ropa que cambiaban con el tiempo. En la región norte, las mujeres vestían camisas de piel de ante, taparrabos, calzas y mocasines, mientras que los hombres vestían camisas más largas. La ropa de invierno se hacía con piel de conejo, marmota u otros animales. A lo largo del río Columbia, entre los Chinook y Sahaptin, tanto hombres como mujeres normalmente usaban solo un taparrabos en climas cálidos. En climas más fríos se agregaría una bata corta o una capa y calzas. Debajo de Cascades Rapids, las mujeres vestían faldas de paja. Las mujeres de la meseta del sur llevaban sombreros de cestería. Con el tiempo, la gente de la meseta generalmente adoptaban ropa inspirada en la cultura de las llanuras, incluidos vestidos de piel de ante y tocados con sus plumas tradicionales.